# Жжёнов, Георгий Степанович
Гео́ргий Степа́нович Жжёнов (9 [22] марта 1915, Петроград — 8 декабря 2005, Москва) — советский и российский актёр театра и кино, литератор, мемуарист, общественный деятель. Народный артист СССР (1980), лауреат Государственной премии РСФСР имени братьев Васильевых (1975).

## Биография

#### Петроград/Ленинград

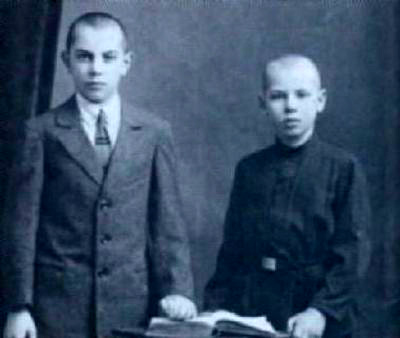
Братья Борис и Георгий Жжёновы. Петроград, 1920-е годы

Родился 9 (22) марта 1915 года в Петрограде, на Васильевском острове. Отец — Степан Филиппович Жжёнов (1868—1940) происходил из крестьян села Кесова Гора Кашинского уезда Тверской губернии, в детстве переехал в Санкт-Петербург, где работал у земляка-булочника. Женился, но остался вдовцом с детьми (Анастасия (1899—1991), Прасковья (1901—1974), Мария (1903—после 1980), Клавдия (1906—?)) и женился во второй раз на молодой сироте Марии Фёдоровне Щёлкиной (дети: Сергей (1911—1942), Борис (1913—1943), Георгий (1915—2005), Надежда (1917—1995), Вера (1919—?)). В 1921 году кладовщик-артельщик Степан Жжёнов приговорён к 3 месяцам принудительных работ за контрреволюционную агитацию. Материалы дела показывают, что Степан Жжёнов поддерживал контакты с генералом А. Н. Козловским. Мать — Мария Фёдоровна, в период борьбы с НЭПом высылалась за пределы Ленинграда за незаконную частную торговлю.

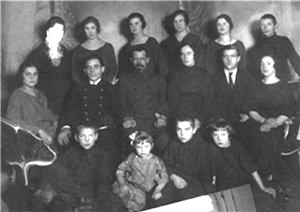
Семья Жжёновых. Петроград, 1920-е годы

Первые 22 года жизни Георгия прошли на Васильевском острове. В 1930 году после окончания семи классов школы поступил на акробатическое отделение Ленинградского эстрадно-циркового (хореографического) техникума. При поступлении одолжил документы у брата и поступил как Борис Жжёнов. Впоследствии данный факт признал, но это ему простили. Спустя год Георгий вместе с сокурсником Жоржем Смирновым отрепетировал каскадный эксцентрический номер под названием «Китайский стол», и начал выступать в Ленинградском цирке «Шапито» как дуэт «2-ЖОРЖ-2» в жанре каскадной акробатики.
В цирке его заметили работники кино. Пригласили сниматься на киностудию «Ленфильм» и предложили главную роль тракториста Пашки Ветрова в фильме «Ошибка героя» (1932). Снимался также на киностудии «Белгоскино» (ныне «Беларусьфильм»). После этого в 1932 году оставил цирковую карьеру и поступил на киноотделение в Ленинградский техникум сценических искусств (ныне — Российский государственный институт сценических искусств), который окончил в 1935 году. Преподавателем был кинорежиссёр Сергей Герасимов. До окончания техникума успел сняться в нескольких фильмах: «Наследный принц Республики» (1934), «Золотые огни» (1934) и «Чапаев» (1934) в сцене с Б. А. Бабочкиным.

#### Репрессии

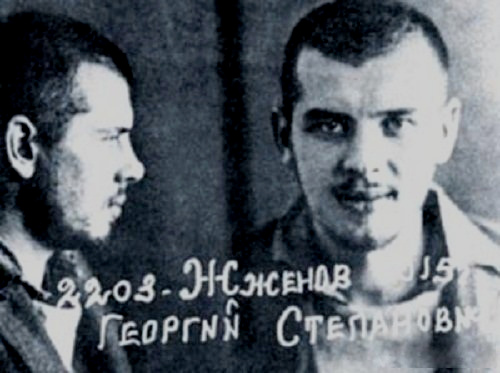
Фото из личного дела заключённого
Г. С. Жжёнова. 1938 год

После убийства С. М. Кирова в 1934 году был исключён из института старший брат Георгия — Борис. Позже он был восстановлен и вернулся в Ленинград. Однако в декабре 1936 года был вызван в НКВД, откуда уже не вернулся. Арестован 14 января 1937 года. Приговорён Спецколлегией Леноблсуда 27 марта 1937 года по ст. 58-10, ч.1 УК РСФСР к 7 годам ИТЛ и 3 годам поражения в правах, отправлен в Ухтпечлаг, затем в лагпункт на Усть-Усе, с 06.09.1939 — ИТЛ «Воркутстрой», умер от пеллагры 25 июля 1943 года в ОЛП-3 Воркутстроя.
Семью Жжёновых выслали в Казахстан. Георгий проявил упрямство, отказался от высылки и был арестован, но по ходатайству С. А. Герасимова был освобождён и отправлен на киностудию «Ленфильм».
Во время съёмок картины «Комсомольск» (вышел на экраны 1938) актёр выехал на поезде в секретный на тот момент Комсомольск-на-Амуре, где с 1933 года строилось два крупных оборонных завода — судостроительный и авиационный. По пути на съёмки, в поезде, познакомился с американским военным атташе, Филиппом Файмонвиллом, ехавшим во Владивосток для встречи деловой делегации. Позднее он как минимум ещё дважды встречался с ним после возвращения с киносъёмок — на вокзале по прибытии и в Большом театре на спектакле. Военный атташе, встреченный Жжёновым, по версии НКВД «был задействован в шпионаже на территории СССР в пользу США». Это знакомство зафиксировали сотрудники советских спецслужб, рапорты которых послужили причиной для обвинения Жжёнова в шпионской деятельности. Следствием было выдвинуто обвинение, что Жжёнов был завербован американской разведкой в сентябре 1937 года. 4—5 июля 1938 года он был арестован по обвинению в шпионаже и приговорён в сентябре 1939 года Особым Совещанием при НКВД СССР по ст. 58-6 к 5 годам исправительно-трудовых лагерей. Этапирован на Колыму 5 ноября 1939 года. До 1943 года находился на золотых приисках Дальстроя, где работал диспетчером в гараже экскаваторной станции. Иногда ему приходилось работать шофёром, а в последние годы — хлеборезом.
Когда срок заключения подошёл к концу, Жжёнова вызвали к начальству и вручили официальную бумагу с гербом — распишитесь в том, что ознакомлены с постановлением о дополнительном сроке, ещё 21 месяц лагерей.
Будучи в заключении, с 1944 года начал выступать на сцене Магаданского музыкального и драматического театра имени М. Горького, в главной роли дебютировал в спектакле «У стен Ленинграда» В. Вишневского. Сам он вспоминал Магаданский театр как «роскошный»: в труппе было около 200 актёров, ставили драматические спектакли, оперы, оперетты, балет. Костюмы в театр привозили из Большого театра.
Освобождён 26 марта 1945 года и продолжил актёрскую работу по вольному найму. 27 декабря 1946 года уволился и выехал на «материк».

#### Ссылка в Норильск
По ходатайству С. Герасимова актёр был отправлен на Свердловскую киностудию, но в 1948 году студию закрыли. В столице жить было запрещено, и он устроился в драматический театр в Павлово (неофициально — Павлове-на-Оке, Горьковская область).
2 июня 1949 года был снова арестован и 11 июня приговорён по ст. 58-6 по тому же обвинению в шпионаже к ссылке на поселение в Норильск, где на поселении находилась его жена Лидия Владимировна Воронцова. До 1953 года проработал в Норильском Заполярном театре драмы имени Вл. Маяковского. За годы работы в театре познакомился с И. М. Смоктуновским и был его партнёром по сцене.

#### Ленинград
2 декабря 1955 года был полностью реабилитирован Военным трибуналом Ленинградского военного округа. Вернулся в Ленинград и стал работать актёром в Ленинградском областном драматическом театре (ныне — Театр на Литейном). Вскоре был снова тарифицирован киноактёром на киностудии «Ленфильм» и стал работать в кино. B 1960 году поступил на службу в Театр имени Ленсовета.

#### Москва

Памятник Г. С. Жжёнову на Новодевичьем кладбище

В 1968 году переехал в Москву и поступил на службу в Театр имени Моссовета.
За долгие годы творческой деятельности актёр сыграл более ста ролей в театре и кино.
Много сил и времени отдавал общественной деятельности. Активно занимался военно-шефской работой, выступая в госпиталях и воинских частях. Постоянный участник российских и международных кино- и театральных фестивалей. Много лет был членом Комиссии по помилованию при Президенте России, а с 2004 — член Совета при Президенте РФ по содействию развитию институтов гражданского общества и правам человека.
Один из инициаторов создания кинофестиваля «Сталкер».
Автор более 10 книг-воспоминаний, в том числе о лагерной жизни на Колыме и заполярном Норильске: «От „Глухаря“ до „Жар-птицы“», «Омчагская долина», «Прожитое» и другие. Рассказы публиковались в советских журналах («Огонёк» и других).
Болел за московский футбольный клуб «Спартак». Играл в футбол в сборной профсоюзов Ленинграда.
4 декабря 2004 года госпитализирован с пневмонией. После обследования у Жжёнова обнаружили рак лёгкого. После лечения актёра выписали домой, однако 16 ноября 2005 года его снова госпитализировали в связи с обострением болезни. Через неделю ночью он оступился, упал и сломал шейку бедра. Перенёс операцию: ему поставили французский эндопротез — искусственный сустав.
Умер 8 декабря 2005 года в Москве, в больнице Центросоюза от рака лёгких. Отпевание прошло в московском соборе Сретения Владимирской иконы Божией Матери Сретенского монастыря 10 декабря. Похоронен на Новодевичьем кладбище (участок № 10).

## Семья
- Первая жена — Евгения Тарасовна Голынчик (1913—2000) (родом из Белоруссии), актриса, в 1939—1945 годах — актриса киностудии «Ленфильм», затем — ассистент режиссёра на Ленинградском телевидении. У актрисы всего 11 работ в кино и единственная главная роль в фильме «Истребители» 1939 года. Познакомились во время учёбы у С. А. Герасимова в Ленинградском техникуме сценических искусств. На последнем свидании перед первым сроком и отправкой на Колыму попросил её не ждать его из заключения.
- Вторая жена (1945—1949) — Лидия Владимировна Воронцова (1915—1984), родилась в Петрограде, до ареста 4 февраля 1935 года — актриса драматической студии Выборгского дома культуры в Ленинграде, с 1943 года — актриса Магаданского музыкально-драматического театра, отбывала срок с 1935 по 1945 год «за связь с иностранными моряками». В сентябре 1945 года вышла замуж за Г. С. Жжёнова. 11 мая 1947 года она выехала в Свердловск к мужу. Работала там в Свердловском областном Театре юного зрителя в Красноуфимске, где 15 февраля 1949 года была вновь арестована, осуждена по ст. 58-1а и, получив второй срок[17][18], была отправлена в Норильск, где работала в технической библиотеке геологоуправления. В июне 1948 года рассталась с Георгием Жжёновым. С октября 1950 года Воронцова — ведущая актриса Норильского Заполярного театра драмы имени В. Маяковского. В связи с болезнью дочери и матери Лидия Владимировна просила о переводе в другое место. Просьба была удовлетворена, и в марте 1953 года Воронцовы переехали в Енисейск. Освобождена из ссылки 25 августа 1954 года. Лидия Воронцова встретила второго мужа — Сергея Прокопьевича Таёжного. После реабилитации Воронцовой они уехали в Ленинград (1958), затем в Ригу (1960).
  - Дочь — Елена Георгиевна Жжёнова (род. июнь 1946), художник, дизайнер, проживает в Латвии.
    - Внучка — Дарья Жукова, проживает в Латвии.
      - Правнук — Лукас
- Третья жена (1950—1960) — Ирина Ефимовна Махаева (1925—1998), вольнонаёмная актриса в Норильском театре. В 1953 году поехала в Москву и на Лубянке подала заявление о снятии ссылки с мужа, добившись его возвращения в Ленинград. Окончила режиссёрский курс ЛГИТМиК. Более 30 лет проработала режиссером на Ленинградском телевидении.
  - Дочь — Марина Георгиевна Жжёнова (род. 1956), филолог, хореограф, общественный деятель, поэт. Основала в Санкт-Петербурге общество «Мемориал», написала книгу и издала сборник стихов «Иной звукоряд». Работает частным репетитором. Кроме того, уже больше двух десятилетий каждый сезон сотрудничает с турфирмами — проводит литературные, исторические, архитектурные пешеходные экскурсии в городе на Неве.
    - Внук — Пётр Андреевич Цеханович (род. 1988), окончил СПбГК имени Н. А. Римского-Корсакого, оперный певец[19]. Работал в музыкальном театре Зазеркалье. Выступает как солист (баритон) в концертах Малого и Большого зала СПб филармонии и на других сценических площадках.
      - Правнучка — Вероника Петровна Цеханович (род. 2024)
- Четвёртая жена (1962—2005) — Лидия Петровна Малюкова (1926—2021), актриса Театра имени Ленсовета (1960—1968).
  - Дочь — Юлия Георгиевна Жжёнова (род. 1962), актриса, в 1984 году окончила Школу-студию МХАТ (руководитель курса — И.М. Тарханов). Играла в спектаклях МХАТ им. Горького. С 1984—2005 — актриса Театра имени Моссовета. Преподавала сценическую речь во МХАТе и Российской академии музыки имени Гнесиных, в настоящее время доцент кафедры сценической речи во ВГИКе. 
    - Внук — Георгий Жжёнов.
    - Внучка — Полина Олеговна Жжёнова (1990—2013), окончила продюсерский факультет в Школе-студии МХАТ. Работала в МХТ им. А. П. Чехова и в Театре им. А. С. Пушкина переводчиком для иностранных режиссёров, помогая им в постановке спектаклей. После получения диплома стала театральным менеджером, ассистентом режиссёра в «Лаборатории Дмитрия Крымова». Скоропостижно скончалась 25 октября 2013 года на гастролях в Тбилиси от сердечно-лёгочной недостаточности. Похоронена в Москве на Новодевичьем кладбище рядом с дедом.
    - Внук — Константин Жжёнов. В 14 лет стал самым юным теннисистом, попавшим в российскую Олимпийскую сборную за всю историю Кубка Дэвиса. Продолжает спортивную карьеру.

## Театральные работы
Театр имени Ленсовета
- «Таня» А. Арбузова, реж.: И. П. Владимиров — Герман, (премьера — 3 декабря 1963)[20]
- «Мещане» М. Горького — Нил
- «Дядя Ваня» А. Чехова — Астров
- «Власть тьмы» Л. Толстого — Никита
- «Хозяйка гостиницы» К. Гольдони — Кавалер Рипафратта
- «Собака на сене» Л. де Вега — Теодоро
- «Ромео и Джульетта» У. Шекспира — Брат Лоренцо, французский монах
- «История одной любви» К. Симонова — Алексей Степанович Марков
- «Хочу верить» по И. Голосовскому — Черныш, инженер
- «Совесть» по Д. Павловой — Зеленкевич Глеб Ионович

Театр имени Моссовета
- 1966 — «Ленинградский проспект» И. Штока — Забродин
- 1975 — «Вечерний свет» А. Арбузова — Пальчиков
- «Царствие земное» Т. Уильямса — Цыплёнок
- «Похороны в Калифорнии» Р. Ибрагимбекова — Хозяин
- 1980 — «Чёрный гардемарин» А. Штейна — адмирал Панаев
- 1983 — «Суд над судьями» Э. Манна — прокурор Лоусон
- 1986 — «Последний посетитель» В. Дозорцева
- 1992 — «На Золотом озере» Э. Томпсона — Норман Тэйер
- «Он пришёл» Дж. Б. Пристли, постановка: А. Житинкина — инспектор Гуль

## Фильмография
- 1931 — Путёвка в жизнь — беспризорник
- 1932 — Ошибка героя — Пашка Ветров
- 1934 — Чапаев — Терёшка, ординарец Фурманова
- 1934 — Наследный принц Республики — архитектор, холостяк
- 1934 — Золотые огни — ординарец
- 1938 — Одиннадцатое июля — эпизод
- 1938 — Комсомольск — Маврин
- 1949 — Алитет уходит в горы — эпизод
- 1955 — Чужая родня — гость на свадьбе
- 1957 — На острове Дальнем… — Клепиков
- 1957 — Шторм — Гаврила
- 1958 — Ночной гость — Сергей Петрович, художник
- 1958 — День первый — Рахья
- 1958 — В дни Октября — Эйно Рахья
- 1959 — Исправленному верить — Брайцев
- 1960 — Человек не сдаётся — Маслюков
- 1960 — Человек с будущим — начальник шахты Крылов
- 1960 — Балтийское небо — шофёр
- 1961 — День, когда исполняется 30 лет — пациент больницы
- 1961 — Водил поезда машинист — Иван Череда
- 1961 — Планета бурь — Роман Бобров, советский космонавт с планетолёта «Сириус». В американизированной версии — Курт Боден
- 1962 — Маленькие мечтатели (киноальманах) (новелла «Звезда на пряжке») — дядя Лапша
- 1963 — Тишина — Аким Никитич Гнездилов
- 1963 — Последний хлеб — майор милиции, начальник отделения
- 1963 — Третья ракета — Жёлтых
- 1964 — Большая руда — хирург
- 1964 — Пока фронт в обороне — Сергей Николаевич
- 1964 — Я — шофёр такси
- 1964 — Хоккеисты — тренер Сперантов
- 1965 — Гибель эскадры — Раевский
- 1965 — Путешествие на доисторическую планету — Ганс Вальтерс (Курт Боден)
- 1965 — О чём молчала тайга — Григорий Аникин
- 1966 — Берегись автомобиля — автоинспектор на мотоцикле
- 1966 — Иду искать — Андрей Гусаров
- 1966 — Человек, которого я люблю — Евгений Эдуардович Муромцев
- 1966 — А теперь суди… — Аркадий Искра
- 1967 — Весна на Одере — «рыжеусый» Петрович
- 1967 — Доктор Вера — Сухохлебов
- 1967 — Пауза — советский разведчик
- 1967 — Путь в «Сатурн» — генерал Николай Иванович Тимерин
- 1967 — Стюардесса (короткометражный) — писатель
- 1968 — Конец «Сатурна» — генерал Николай Иванович Тимерин
- 1968 — Ошибка резидента — Михаил Зароков-Тульев
- 1968 — Журавушка — сельский батюшка Леонид
- 1968 — Путешествие на планету доисторических женщин — астронавт Ганс Вальтерс (под именем Мюррей Джерард, кадры из фильма «Планета бурь»)
- 1969 — Встречи на рассвете — Алексей Дмитриевич Воробьёв
- 1969 — Остров Волчий — Павел Ильич Тагилов
- 1970 — Судьба резидента — Михаил Тульев
- 1970 — Нечаянная любовь — Матвей Концевой
- 1971 — Вся королевская рать — Вилли Старк[21]
- 1971 — Конец Любавиных — Емельян Любавин
- 1972 — Бой после победы — генерал Тимерин
- 1972 — Меченый атом — Никита Алексеевич Дубровин, полковник КГБ
- 1972 — Горячий снег — Бессонов
- 1973 — Тайна забытой переправы — Козырев
- 1974 — Океан — Максим Ильич Часовников
- 1974 — Ищу мою судьбу — учитель Владимир Карякин
- 1974 — Выбор цели — Зубавин
- 1975 — Обретёшь в бою — Валентин Саввич Збандут
- 1976 — Такая она, игра — Виктор Трофимович Басов
- 1977 — «Посейдон» спешит на помощь — капитан «Посейдона» Алексей Петрович Чигринов
- 1977 — Личное счастье — Алексей Трофимович Ширяев
- 1978 — Чужая — Павел Леонтьевич Кунгурцев
- 1978 — Лекарство против страха — Шарапов
- 1978 — Однофамилец — Кузьмин
- 1979 — Экипаж — Андрей Тимченко, командир экипажа Ту-154
- 1981 — Крепыш — Шапошников
- 1982 — Возвращение резидента — Михаил Тульев
- 1982 — Семейное дело — Свиридов
- 1983 — Ворота в небо — Лебеденко
- 1984 — Стратегия победы (документальный) — журналист
- 1984 — Юрий Завадский (документальный)
- 1985 — Город невест — Андрей Дмитриевич Прохоров
- 1986 — Время сыновей — Сергей Васильевич Узелков
- 1986 — Конец операции «Резидент» — Михаил Тульев
- 1986 — Звездочёт — начальник разведуправления
- 1987 — Конец Вечности — Лабан Твиссел
- 1987 — Загон — Меньшиков, посол СССР
- 1987 — Иван Великий — дед Иван, отец Ивана Владыко
- 1998 — Незримый путешественник — Виллие, лейб-гвардии медик
- 1998 — Николай II. Круг жизни (телевизионный документальный) — ведущий[22]
- 2003 — Братья Васильевы (документальный, из цикла «Кинорежиссёр: профессия и судьба») — камео

## Телеспектакли
- 1972 — Любимые страницы
- 1972 — Золото, золото — сердце народное
- 1976 — Вечерний свет — Пальчиков
- 1982 — Операция на сердце — Алексей Васильевич Иванов, главный хирург в клинике
- 1986 — Суд над судьями — полковник Лоусон
- 1996 — На Золотом озере — Норман Тэйер

## Озвучивание
- 1962 — 300 спартанцев — Эфиальт (роль К. Мура)
- 1965 — Любимая — Иван Егорович (роль Б. Платонова)
- 1968 — Всего одна жизнь
- 1969 — Красная палатка — офицер Романья (роль М. Джиротти)
- 1970 — Чёрное солнце — председатель парламента (роль Д. Сэка)
- 1971 — Гойя, или Тяжкий путь познания — Франсиско Гойя (роль Д. Баниониса)
- 1971 — Звёзды не гаснут — Зараев (роль Б. Мулаева)
- 1972 — Когда зацвёл миндаль — Нико (роль Д. Абашидзе)
- 1973 — Двое в городе — Жермен Казнёв (роль Ж. Габена)
- 1975 — Побег — Ник Колтон (роль Ч. Бронсона)
- 1985 — Рейс 222 — Валентин Николаевич, директор труппы (роль А. Иванова)

## Радио
- «Настоящая Россия. Исторические хроники» Г. Садченкова

## Литературные сочинения
- Омчагская долина. — М.: Правда, 1988. (Библиотека журнала «Огонёк», № 33)
- От «Глухаря» до «Жар-птицы». Повесть и рассказы. — М.: Современник, 1989.
- Я послал тебе чёрную розу… — М.: Книга. Просвещение. Милосердие, 1996.
- Саночки. Рассказы и повесть. — М., Вагант, 1997.
- Прожитое. — Вагриус, Мой XX век, 2005.

## Звания и награды
Государственные награды

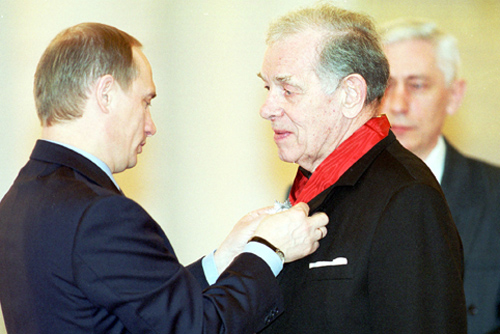
Владимир Путин вручает награду Георгию Жжёнову, 2000 год

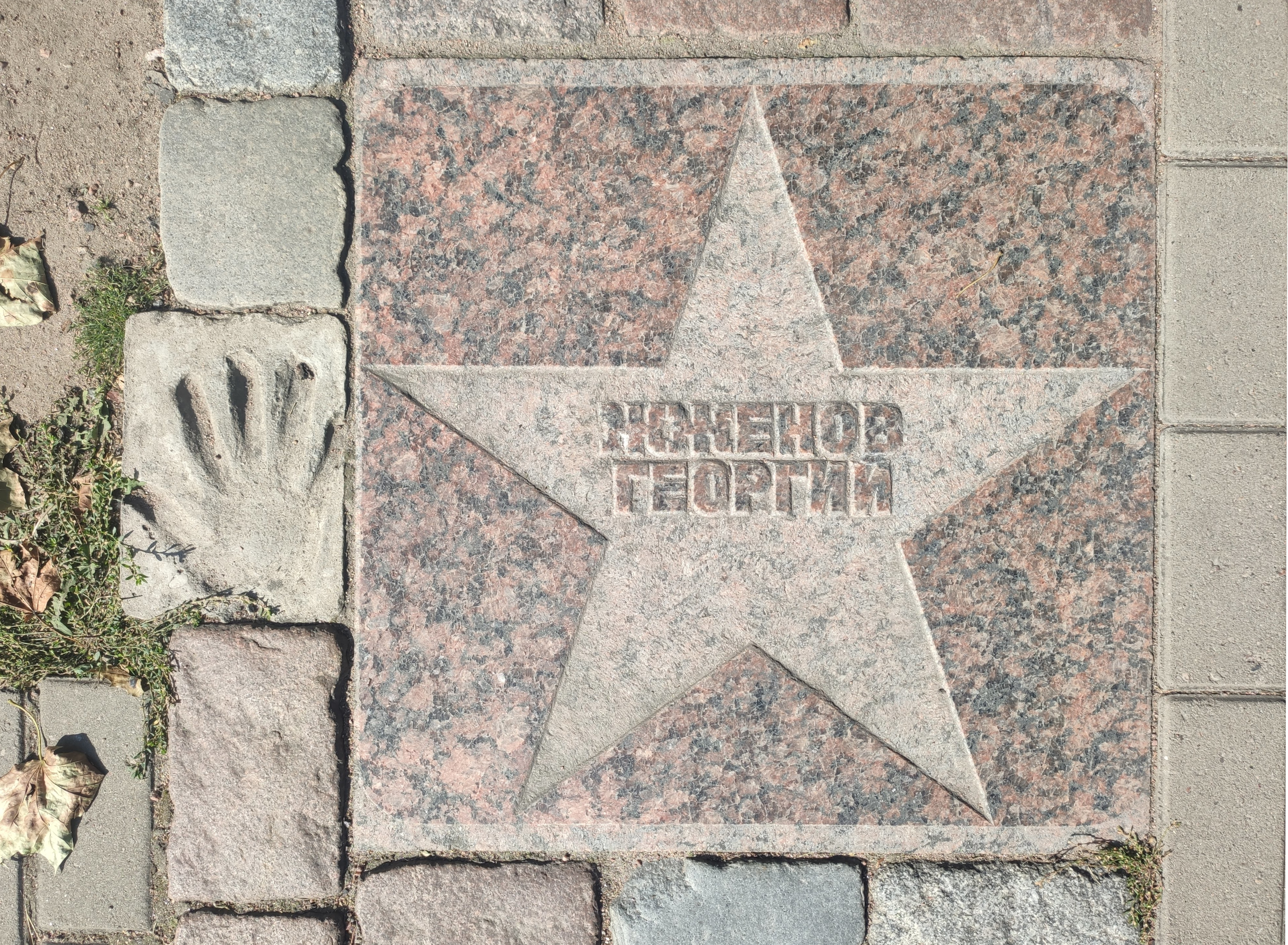
Звезда Георгия Жжёнова на Аллее актёрской славы в Выборге

- заслуженный артист РСФСР (29 сентября 1969) — за заслуги в области советской кинематографии[23]
- народный артист РСФСР (20 июля 1973) — за большие заслуги в развитии советского театрального искусства[24]
- Государственная премия РСФСР имени братьев Васильевых — за исполнение роли генерала Бессонова в фильме «Горячий снег» (1973)[3]
- народный артист СССР (21 февраля 1980) — за заслуги в развитии советского киноискусства[25][3]
- орден Трудового Красного Знамени (21 марта 1985) — за заслуги в развитии советского театрального искусства и в связи с семидесятилетием со дня рождения[26][3]
- орден Ленина (28 января 1991) — за большие заслуги в развитии советского театрального и кинематографического искусства[27][3]
- орден «За заслуги перед Отечеством» IV степени (28 декабря 1995) — за заслуги перед государством, многолетнюю плодотворную деятельность в области культуры и искусства[28][3]
- орден «За заслуги перед Отечеством» II степени (22 марта 2000) — за выдающийся вклад в развитие отечественного искусства[29][3]
- медаль «В память 250-летия Ленинграда»
- медаль «В память 850-летия Москвы»
- медаль «В память 300-летия Санкт-Петербурга»
- медаль «Ветеран труда»

Другие награды, премии
- Серебряная медаль имени А. Довженко (1975)[3]
- Премия журнала «Огонёк» (1988)
- МКФ актёров кино «Созвездие» (Приз «За выдающийся вклад в профессию», 1992)
- ОРКФ в Сочи «Кинотавр» («За уникальный творческий вклад в развитие киноискусства России», 1995)[30][31]
- Театральная премия «Хрустальная Турандот» в номинации «за долголетнее и доблестное служение театру» (1995)[32][3]
- Кинопремия «Ника» в номинации «Честь и достоинство» (1996)[3]
- Благодарность президента Российской Федерации (11 июля 1996) — за активное участие в организации и проведении выборной кампании Президента Российской Федерации в 1996 году[33]
- МКФ славянских и православных народов «Золотой Витязь» (Приз «За выдающийся вклад в кинематограф», 1997)
- Специальный приз Академии российского телевидения в рамках церемонии награждения премией «ТЭФИ» (1999)[3]
- Премия «Золотой орёл» — «За выдающийся вклад в кинематограф» (2002)[3]
- МФ фильмов о правах человека «Сталкер» в Москве (Приз «Киногерой года „Сталкер“ — За права человека», фильм «Георгий Жжёнов. Русский крест», 2003)
- Знак отличия «За заслуги перед Москвой» (Москва, 15 марта 2005) — за заслуги в развитии театрального искусства и кино, большой вклад в культурную жизнь столицы и многолетнюю творческую деятельность[34]
- Премия имени А. Довженко[10]
- Премия КГБ СССР[10]

## Память

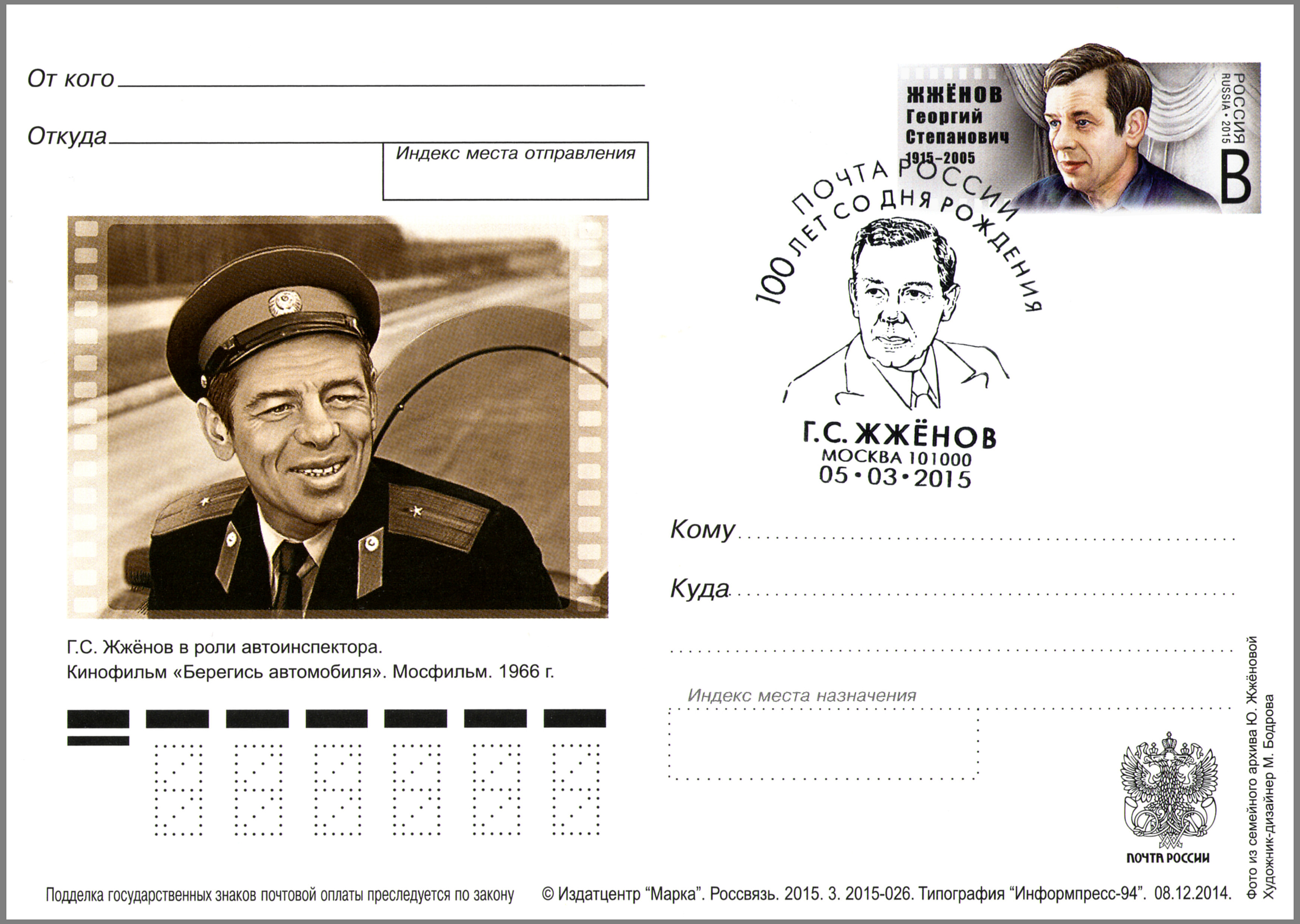
Г. Жжёнов в роли автоинспектора. «Берегись автомобиля» (1966) Почтовая карточка, выпущенная к столетию со дня рождения актёра. Россия, 2015 г.,

- 16 сентября 2000 года в Челябинске установлен памятник актёру[35].
- В Москве на доме, где в 1972—2005 годах жил актёр (ул. Зоологическая, 12, корп. 2), в 2010 году была установлена мемориальная доска[36].
- В 2015 году «Почтой России» выпущена односторонняя почтовая карточка с оригинальной маркой[37].
- В сентябре 2021 года, в Санкт-Петербурге на фасаде дома 20, литера А по 1-й линии Васильевского острова была установлена и открыта мемориальная доска, где Георгий Жжёнов жил с 1924 по 1938 годы[30].
- В Норильске в постоянной выставке музея «Пересмотру не подлежит» есть посвящённый актёру стенд, также действует передвижная выставка «Личное счастье Георгия Жжёнова», которая рассказывает о его жизни и работе в городе[11].

- Георгий Жжёнов. Артист (документальный, из цикла «Жизнь замечательных людей», 1997)
- «Георгий Жжёнов. „Русский крест“» («Россия», 2003)[38][39][40]
- «Георгий Жжёнов. „Эпизоды“» («Культура», 2004)[41]
- Георгий Жжёнов (из цикла передач телеканала «ДТВ» «Как уходили кумиры», 2006)
- «Георгий Жжёнов. „Агент надежды“» («ТВ Центр», 2009)[42]
- «Георгий Жжёнов. „Всё, что могу…“» («Первый канал», 2010)[43]
- «Георгий Жжёнов. »Легенды мирового кино"" («Культура», 2011)[44]
- «Георгий Жжёнов. „Вся моя жизнь — сплошная ошибка“» («Первый канал», 2015)[45][46]
- «Георгий Жжёнов. „Последний день“» («Звезда», 2016)[47]
- «Георгий Жжёнов. „Легенды кино“» («Звезда», 2018)[48]
- «Георгий Жжёнов. „Раскрывая тайны звёзд“» («Москва 24», 2018)[49]
- «Георгий Жжёнов. „Звёзды советского экрана“» («Москва 24», 2019)[50]